# Alás Serch

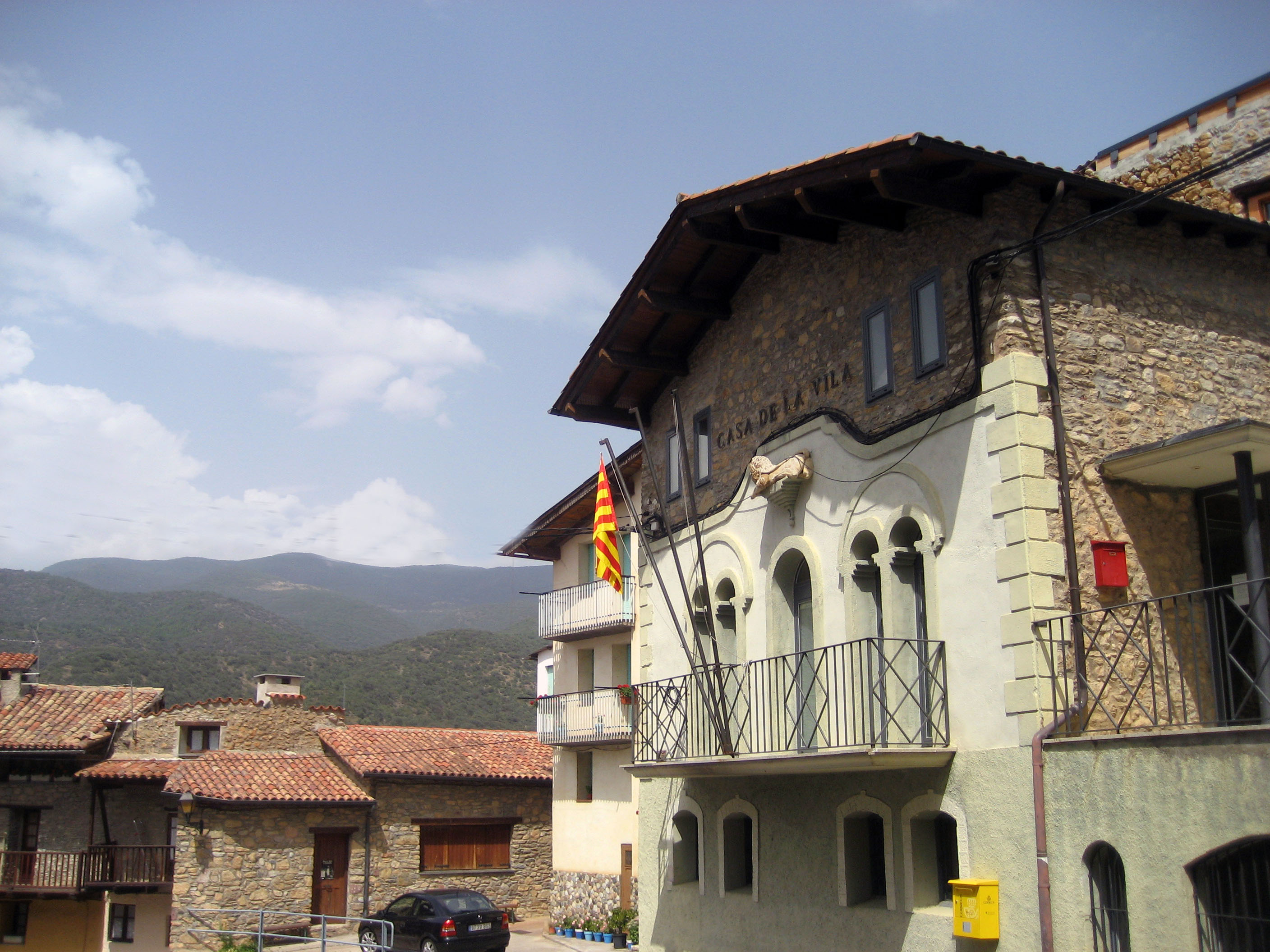
Ayuntamiento de Alás Serch

Alás Serch o Alás-Serch (en catalán y oficialmente Alàs i Cerc) es un municipio de la comarca del Alto Urgel, provincia de Lérida, Cataluña, España.
Según datos de 2009 su población era de 391 habitantes. El municipio se formó en 1970 al unirse las poblaciones de Serch y de Alás.

## Entidades de población
| Entidades de población                     | Habitantes (2009) |
| ------------------------------------------ | ----------------- |
| Alás (Alàs)                                | 224               |
| La Bastida de Ortóns (la Bastida d'Ortons) | 38                |
| Ges (el)                                   | 13                |
| Ortedó                                     | 29                |
| Serch (Cerc)                               | 34                |
| Torres de Alás (Torres d'Alàs)             | 16                |
| Vilanova de Banat                          | 37                |

## Geografía
Integrado en la comarca de Alto Urgel, su capital municipal se sitúa a 135 kilómetros de la capital provincial. El término municipal está atravesado por la carretera nacional N-260 (Eje Pirenaico) y por una carretera local (C-462) que permite la comunicación con Seo de Urgel y La Vansa Fornols. 
El relieve del municipio está definido por el valle alto del río Segre al norte y la sierra del Cadí al sur.Bbuena parte del sur del municipio está integrado en el parque natural del Cadí-Moixeró. La altitud oscila entre los 2530 metros al sureste, en el corazón de la sierra del Cadí, y los 700 metros a orillas del río Segre. La capital municipal, Alàs, se sitúa a 768 metros sobre el nivel del mar. 
| Noroeste: Seo de Urgel       | Norte: Estamariu      | Nordeste: Arsèguel        |
| Oeste: Ribera de Urgellet    |                       | Este: Cava (Lérida)       |
| Suroeste: Ribera de Urgellet | Sur: La Vansa Fornols | Sureste: La Vansa Fornols |

## Historia
Alás aparece documentado por primera vez, con el nombre de Alasso, en el acta de consagración de la catedral de Urgel. En documentos del siglo X se le cita como Elasso. La iglesia de San Esteban de Alás fue donada en 988 al obispado de Urgel por parte del conde Borrell II.

## Demografía
Cuenta con una población de 322 habitantes (INE 2024).
| Gráfica de evolución demográfica de Alás Serch entre 1970 y 2021 |
| |
| Población de derecho según los censos de población del INE Población de hecho según los censos de población del INEEn estos censos se denominaba Alás Serch: 1981 y 1991 Entre el censo de 1970 y el anterior, aparece este municipio porque se fusionan los municipios 25500 (Alás) y 25575 (Serch) |

## Cultura

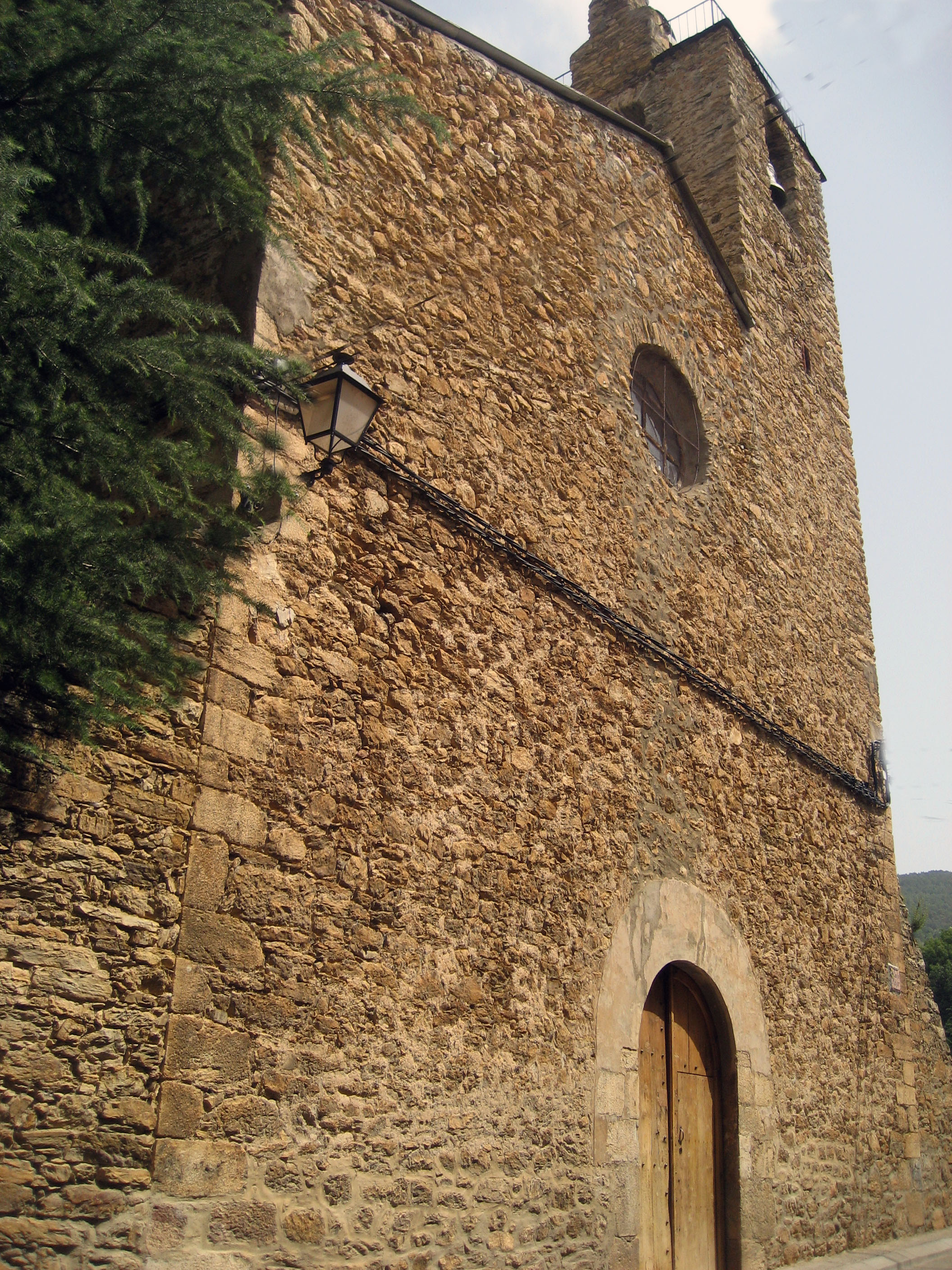
Iglesia parroquial de San Esteban de origen románico

Se sabe que en Alás existió un castillo, documentado en 1538, del que no han quedado restos. La iglesia parroquial está dedicada a Sant Esteve. Se cree que es de origen románico. Consta de una sola nave con capillas laterales y cubierta con bóveda de crucería. La iglesia de Sant Just i Sant Pastor en Serch es también románica, de nave única y con ábside semicircular.
Dentro del término municipal se encuentra la ermita de Sant Antoni del Tossal. Está situada en la cima de una montaña conocida como Miralles. Fue edificada por un indiano en 1930 en estilo modernista.
En la iglesia de Santa María de les Peces, documentada en 1077, se venera una imagen policromada de la Virgen de estilo gótico. El templo es de estilo románico y tiene una sola nave con un ábside semicircular. Tiene adosado un campanario de planta cuadrada.
Alás celebra su fiesta mayor fin de semana del tercer domingo de julio mientras que Serch lo hace en junio.

## Economía
La ganadería tiene especial importancia económica, destacando los rebaños de ganado bovino. Existe una cooperativa que se encarga de distribuir y vender la leche que se produce.
En cuanto a la agricultura, los cultivos más importantes son los de cereales, hortalizas y patatas.